# Godfried De Vocht
Godfried De Vocht (* 17. März 1908 in Arendonk (Antwerpen); † 23. Oktober 1985 in Antwerpen) war ein belgischer Radrennfahrer.
1930 gewann er einen nationalen Titel, als er die Meisterschaft der Unabhängigen im Straßenrennen für sich entscheiden konnte. 
De Vocht war Profi in den Jahren 1930 bis 1932. Gleich in seinem ersten Jahr belegte er beim Rennen Nationale Sluitingsprijs den zweiten Platz hinter dem Sieger Georg Ronsse und wurde belgischer Straßenmeister der Amateure. 
1931 konnte er dann den Nationalen Sluitingsprijs gewinnen und auch den Scheldeprijs in Schoten (Antwerpen). In seinem letzten Jahr als Profi gewann er 1932 nochmals den Scheldeprijs. 